# Château de la Tour de Marignan
 (septembre 2008).
Si vous disposez d'ouvrages ou d'articles de référence ou si vous connaissez des sites web de qualité traitant du thème abordé ici, merci de compléter l'article en donnant les références utiles à sa vérifiabilité et en les liant à la section « Notes et références ».
La Tour de Marignan est située à Sciez en Haute-Savoie.

## Moyen Âge
Du XIIIe au XVIe siècle, le destin de la Tour de Marignan est intimement lié à celui de l’abbaye de Filly.
Vers le milieu du XIe siècle, à la suite d’une concession de terres faite à un certain Tibold, chanoine de la dite abbaye, un prieuré de l’ordre de Saint Augustin fut fondé sur les bords du Vion, à environ 800 mètres au nord du village de Filly.
Ce prieuré prend rapidement de l’importance et, dans la deuxième moitié du XIIe siècle, il obtient le statut d’abbaye dépendante de l’évêque de Genève.
Le 9 septembre 1250, une bulle du pape Innocent IV soumet à l’abbaye les paroisses de Sciez, Chavannex, Excenevex, Yvoire, Burdignin, etc. (E. Berger, Registres d'Innocent IV, n° 4819).
Dès lors, l’abbaye de Filly connaît un accroissement considérable de sa richesse et de son influence, au point de dominer la vie locale mais non sans heurts incessants avec l’autre puissance du lieu, la famille d’Allinges-Coudrée. L’enrichissement de l’abbaye provient de la perception de la dîme, des droits féodaux et des donations, mais également des achats de droits ou de terres.
La « Tour de Marignan » est l’un de ces achats.
C’est en 1258 que l’abbé de Filly achète à Jean de Rovorée (Jehan de Ravorea), moyennant 160 livres genevoises, l’albergement de Marignens.
Il s’agit d’une « maison-forte » et des terres qui en dépendent. Cette maison-forte est en réalité une cave fortifiée. De haut en bas, seules des meurtrières et quelques étroites fenêtres à barreaux percent la muraille épaisse de 1,60 mètre. Il s’agit de protéger la production du domaine de la convoitise des soldats de passage : le vin à la cave et les autres récoltes dans les étages.
À cette époque, la majorité des paysans ont une parcelle de vigne – usage qui se perpétuera jusqu’au milieu du XXe siècle. Désormais propriétaires de Marignan, les moines de Filly vont y développer la culture de la vigne déjà existante. Les conditions écologiques du lieu (nature des sols, exposition, etc.) y sont très favorables et le vin est, pour les moines, une production essentielle pour des raisons religieuses et économiques.
Parmi toutes leurs autres possessions, Marignan devient, pour les moines de Filly, le principal lieu de production de vin. Ils y ont leur pressoir et leur cave.
À partir du milieu du XVe siècle, l’abbaye de Filly amorce un déclin ; mais sa chute sera brutale, en janvier 1536, avec l’invasion et l’occupation du Chablais par les calvinistes bernois.
Les bernois vendent une partie des biens de l’abbaye, dont le «domaine» de Marignan, le 1er mars 1547.

## Les temps modernes
Du XVIe au XIXe siècle, le domaine de Marignan a connu trois siècles marqués par de nombreux changements de propriétaires, mais, en revanche, par une continuité profonde dans son type d’exploitation.
Les propriétaires du domaine se renouvellent au gré des ventes et des héritages, mais il s’agit presque toujours de riches familles genevoises.
Les héritiers du premier acquéreur (un noble genevois du nom de Baudichon de Maison Neuve) revendent le domaine en 1580, au noble Bernard d’Allinges, moyennant la somme de 160 000 livres genevoises. Celui-ci l’offre en dot à sa fille et Marignan devient ainsi, en 1601, la possession des Budé, importante famille calviniste genevoise, descendante du fameux humaniste Guillaume Budé.
En 1747, un siècle et demi plus tard, Isaac de Budé, seigneur de Boisy, vend le domaine à Jean Charmot. Il échoira ensuite aux Bernaz puis aux Turretini, riche famille de banquiers italiens implantés à Genève.
Pour ses propriétaires successifs, Marignan n’est qu’un lieu de résidence secondaire et, surtout, une source de revenu, l’exploitation agricole effective étant entre les mains d’un fermier.
En 1873, les derniers propriétaires vendent l’ensemble de la propriété à divers agriculteurs, pour un total de 90 000 francs-or.
L’exploitation est marquée par la continuité. D’après Mgr Piccard, premier historien de Sciez, «la famille Cholly demeura pendant 250 ans fermière de la Tour de Marignan».
La stabilité des fermiers est donc plus forte que celle des propriétaires et, au fil des ans, l’exploitation est conduite dans un système de polyculture basé sur l’élevage, la culture des céréales et la viticulture.

## La Tour de Marignan aujourd'hui
Lors de la vente partage de 1873, Jean-Marie Suchet, viticulteur local, acquiert une partie importante du domaine : des terres ainsi que la maison séculaire.

### Le bâtiment
Les descendants de Jean-Marie Suchet, la famille Canelli-Suchet, font toujours vivre les lieux : c’est une propriété privée qui ne se visite pas.
Grande bâtisse rectangulaire de trois étages, voilée de vigne-vierge, elle est flanquée à l’ouest d’une tour ronde à laquelle l’édifice doit son nom. Cette tour n’est pas accolée au bâtiment ; sa maçonnerie est totalement imbriquée dans le mur principal de l’édifice. Elle a donc été construite en même temps que lui et a certainement été utilisée pour monter les matériaux de construction, puisqu’il n’y a aucun escalier à l’intérieur de la bâtisse.
L’intérieur de la tour est occupé par un escalier à vis, en molasse, qui relie et dessert les différents étages. Au dernier étage, trois fenêtres néogothiques ont été ouvertes au XIXe siècle.
Le corps de logis correspond à la maison-forte du Moyen Âge, mais de profondes modifications y ont été apportées en façade. Les anciennes meurtrières ont été condamnées et leur embrasure n’est plus visible que de l’intérieur. Par contre, au XIXe et XXe siècles, de grandes fenêtres ont été ouvertes à tous les étages.
La poutraison intérieure, sculptée à la main et de même style à chaque étage, est aussi belle que celle du Château de Chillon. Cependant, ce n’est qu’à l’occasion d’une visite de la cave que l’on pourra admirer ces ancestrales poutres de chêne.

### L’exploitation
Au cours du XXe siècle, J.M. Suchet et ses descendants rachetèrent diverses parcelles, reconstituant presque l’ancien domaine. Mais, surtout, ils spécialisèrent leur exploitation dans la viticulture. Ce ne fut pas sans difficultés, car deux graves crises affectèrent le vignoble:
	– D’abord le Phylloxéra, qui atteignit les rives alémaniques tardivement, à partir de 1890, mais en causant autant de ravages qu’ailleurs. Le vignoble de Marignan est ainsi fortement touché en 1894.
	– Ensuite, en 1923, la suppression de la «Grande Zone». Créée en 1860 par Napoléon III, au moment de l'Annexion de la Savoie à la France, cette zone de libre échange englobait tout le Chablais. Les produits agricoles pouvaient être vendus dans les cantons suisses voisins sans payer ni taxes ni droits douaniers. Comme de nombreux autres produits, le vin trouvait ainsi un débouché intéressant vers Genève. Avec la disparition de cette zone, ce n’était désormais plus possible.
Ces deux crises, ainsi que l’évolution générale de l’économie agricole savoyarde, entraîneront un énorme recul du vignoble. Sur le territoire de la commune de Sciez, la surface exploitée passe de 160 hectares en 1872, à environ 60 hectares vers 1930. La culture de la vigne a aujourd’hui disparu de la commune, sauf à Marignan où elle occupe environ 10 hectares.
Le maintien de la viticulture à Marignan est dû à la qualité de la production du vin, qui fut d’abord reconnue, au lendemain de la Seconde Guerre mondiale, par le label «Vin délimité de qualité supérieure» (VQDS), puis confirmée en 1973 par l’obtention de l’«Appellation d’origine contrôlée» (AOC), avec nom du cru.
Ainsi, la zone d’AOC Marignan s’étend sur une quarantaine d’hectares, au pied du Mont de Boisy (Marignan-Prailles). Une dizaine d’hectares y sont actuellement cultivés par quatre viticulteurs. Le vignoble de la Tour de Marignan, géré par MM. Bernard et Olivier Canelli, descendants directs de J.M. Suchet, s’étend sur 5 hectares et détient le label «viticulture biologique» depuis 1993. La production est commercialisée sur place, sous le nom «Château la Tour de Marignan».